# Стварна кућа Бука
Стварна кућа Бука је америчка комична телевизијска серија коју је развио Тим Хоберт која је премијерно приказан на Никелодиону 22. новембра 2022. То је играни спин-оф Куће Бука, са неким од глумаца који су се појавили у телевизијском филму из 2022. Божић у кући Бука.
У априлу 2023, серија је обновљена за другу сезону, и добила је зелено светло за филм за Ноћ вештица по наслову Стварно уклета кућа Бука

## Радња
Подоста налик на цртану серију, ова играна адаптација представља 11-годишњег Линколна Буку како преживљава у кући десет сестара где обично настаје хаос. Линколн такође иде у авантуре са својим најбољим другом Клајдом Мекбрајдом кроз град Ројал Вудс, у Мичигену.

## Ликови

### Главни
- Волфганг Шефер као Линколн Бука, средњи син породице Бука и једини дечак.
- Јахзир Бруно као Клајд Мекбрајд, Линколнов најбољи друг.
- Ева Карлтон као Лени Бука, Линколнова празноглава старија сестра.
- Софија Вудвард као Луна Бука, Линколнова старија сестра рокерка.
- Кетрин Бредли као Луен Бука, Линколнова старија сестра комичарка.
- Анака Фурнере као Лин Бука млађа, Линколнова старија сестра спортисткиња.
- Обин Бредли као Луси Бука, Линколнова млађа сестра готичарка.
- Лекси Јанићек као Лиса Бука, Линколнова млађа сестра интелектуалка.
- Ела Алан као Лола Бука, Линколнова гламурозна млађа сестра и Ланина близнакиња.
- Мија Алан као Лана Бука, Линколнова млађа сестра мушкарача и Лолина близнакиња.
- Џоли Џенкинс као Рита Бука, мајка породице Бука.
- Брајан Степанек као Лин Бука старији, отац породице Бука.

### Повремени
- Лекси Дибендето као Лори Бука, најстарија ћерка породице Бука, која похађа факултет.
- Аугуст Мајкл Питерсон као Лили Бука, беба породице Бука и најмлађи члан.
- Стивен Гуарино као Хауард Мекбрајд, један од Клајдових тата
- Реј Форд као Харолд Мекбрајд, један од Клајдових тата
- Гавин Медокс Бергман као Лијам Ханикат, Линколнов друг који живи на фарми
- Нолан Медокс као Расти Споукс, Линколнов друг
- Матео Кастел као Зак Гурдл, Линколнов друг
- Тринити Џо-Ли Блис као Стела Жао, Линколнова другарица
- Бела Бландинг као Чарли Ужо, Линколнова симпатија која је дошла из Тенесија

## Улоге
| Улога                         | Глумац/ица                                                            | Српски глас |
| ----------------------------- | --------------------------------------------------------------------- | --- |
| Линколн Бука                  | Волфганг Шефер                                                        | Виктор Мајер |
| Лори Бука                     | Лекси Дибендето                                                       | Марија Стокић (говор) Ирина Арсенијевић (певање) |
| Лени Бука                     | Ева Карлтон                                                           | Анђела Џаферовић |
| Луна Бука                     | Софија Вудвард                                                        | Ђурђина Радић (С1) Ања Радовановић (С2) |
| Луен Бука                     | Кетрин Бредли                                                         | Јана Пауновић |
| Лин Бука Млађа                | Анака Фурнере                                                         | Наташа Поповић Ана Поповић (С1Е15, 17) |
| Луси Бука                     | Обин Бредли                                                           | Јована Васић |
| Лиса Бука                     | Лекси Јанићек                                                         | Мина Ивановић |
| Лана Бука                     | Мија Алан                                                             | Петра Семиз (говор) Ивона Рамбосек (певање) |
| Лола Бука                     | Ела Алан                                                              | Петра Семиз (говор) Ивона Рамбосек (певање) |
| Лили Бука                     | Аугуст Мајкл Питерсон Емили Форд                                      | Ивона Рамбосек |
| Рита Бука                     | Џоли Џенкинс                                                          | Ана Мандић (говор) Јована Чуровић (певање) |
| Лин Бука Старији              | Брајан Степанек                                                       | Марко Марковић |
| Клајд Мекбрајд                | Јахзир Бруно                                                          | Бошко Воларевић (говор) Mateya (певање) |
| Харолд Мекбрајд               | Реј Форд                                                              | Милош Ђуричић |
| Хауард Мекбрајд               | Стивен Гуарино                                                        | Немања Живковић |
| Робот Тод                     | Брајан Степанек (глас)                                                | Лако Николић |
| Стенли Банч / Рип Хардкор     | Мајлс Берис                                                           | Милош Дашић (С1Е1) Милан Тубић (С1Е13-С2) |
| Конобарица #1                 | Доренда Мур                                                           | Михаела Стаменковић |
| Начелник Велингтон            | Кишан Џајлс                                                           | Милан Антонић |
| Полицијски диспечер           | Џонатан Џаџ                                                           | Бојан Хлишћ |
| Милкшејк Марти                | Стивен Крејмер Гликман                                                | Лако Николић |
| Кремаста Банда                | Чарлз Еш (белац) непознато (хиспанац) непознато (блискоисточни човек) | нема дијалога |
| Тетка Пем                     | непознато                                                             | нема дијалога |
| Ро-бата                       | Џек Грифо                                                             | Немања Живковић |
| Кул тип                       | Џаксон Инге                                                           | Виктор Влајић |
| Џони                          | Шајло Молина                                                          | Лазар Перишић |
| Роксана                       | Мими Флечер                                                           | Јована Цавнић |
| Монти                         | Рубен Мулер                                                           | Виктор Влајић |
| Бад Гунђалић                  | Џон Димаџио (С1Е3, глас) Питер Брејтмајер                             | Бранислав Платиша |
| Најављивач                    | Фарук Таухид                                                          | Милан Тубић |
| Др Симонс                     | Брајан Џорџ                                                           | Александар Глигорић (говор) непознати #1 (певање) |
| Лијам Ханикат                 | Гавин Медокс Бергман                                                  | Марко Јакшић (С1) Лазар Перишић (С2) |
| Расти Споукс                  | Нолан Медокс                                                          | Томислав Божовић |
| Зак Гурдл                     | Матео Кастел                                                          | Олег Дамњановић |
| Стела Жао                     | Тринити Џо-Ли Блис                                                    | Анђела Џаферовић |
| Чарли Ужо                     | Бела Бландинг                                                         | Ивона Рамбосек |
| Гђа Тајт                      | Лорел Харис                                                           | Ања Орељ |
| ХМП Доктор                    | Кевин Јанг                                                            | Милош Дашић |
| Поштар #1                     | Џеј Дијего Гонсалвес                                                  | нема дијалога |
| Дечак одеће                   | Џексон Пресли Карим                                                   | нема дијалога |
| Џоан Шиверс                   | Вики Лоренс                                                           | Ана Кораћ |
| Г. Рикшо                      | Фил Луис                                                              | Александар Глигорић |
| Старица                       | Жан Ефрон                                                             | Валентина Павличић |
| Играчи канте                  | Кихамбо Брајан Бишоп Роби Торес Марко Даријо Сандовал                 | нема дијалога |
| Најављивач                    | Ентони Лебланк (глас)                                                 | Милош Ђуричић |
| Рони                          | Дејвид Фајфер                                                         | нема дијалога |
| Леон                          | непознато                                                             | нема дијалога |
| Г. Јанага                     | Клајд Кусацу                                                          | Милош Дашић |
| Г. Болхофнер                  | Брајан Томас Смит                                                     | Бојан Хлишћ |
| Звер Ништавила                | Нил Арноте                                                            | Марко Марковић |
| Гђица Алегра                  | Кејт Бержерон                                                         | Маријана Живановић (С1Е4) Милена Моравчевић (С1Е15) |
| Гђица Дејзи                   | Кортни Канингем                                                       | Јована Чуровић |
| Гђица Рајли                   | Аначеска Браун                                                        | Татјана Димитријевић |
| Кевин                         | Мејсон Молина                                                         | Иван Павличић |
| Мик Свегер                    | Џеф Бенет (архивски снимак)                                           | оригинални глас |
| Натали                        | непознато                                                             | нема дијалога |
| Итан                          | непознато                                                             | нема дијалога |
| Гђица Хамилтон                | непознато                                                             | нема дијалога |
| Чејс                          | Рикардо Хуртадо                                                       | Марко Ћурчић |
| Чејс Старији                  | Џо Нијевес                                                            | Томаш Сарић |
| Поштар Боб                    | Вес Мартинез                                                          | Виктор Влајић |
| Достављачица Џули             | Џенифер Јун                                                           | Ања Орељ |
| Сара                          | Сидни Гаријети                                                        | Јована Чуровић |
| Еј-Џеј Средњи                 | Брајан Андерсон                                                       | Александар Глигорић |
| Марни Степенберг              | Ђана Галегос                                                          | Ирина Арсенијевић |
| ОШ наставник                  | Метју Фланаган                                                        | Томаш Сарић |
| Топовско Ђуле Вилсон          | непознато                                                             | нема дијалога |
| Волтер Филипини               | Стефен Тобловски                                                      | Бојан Хлишћ |
| Флип Филипини                 | Кевин Чамберлин                                                       | Бранислав Јевтић |
| Возач буса                    | Брајан Кит Ален                                                       | Милан Тубић |
| Мала старица                  | Алајна Варен Закари                                                   | Валентина Павличић |
| Мушкарац                      | Кристофер Кели                                                        | Немања Живковић |
| Клинац #1                     | Такер Филд Џаџ                                                        | Марко Ћурчић |
| Клинка #2                     | Зури Стајниг                                                          | Јана Пауновић |
| Клинка #3                     | Ендру Макмастер                                                       | Ивона Рамбосек |
| Г. Ужо                        | Арон Роџерс                                                           | нема дијалога |
| Гђа Ужо                       | непознато (глас)                                                      | TBA |
| Човек у гомили                | Џеј Дијего Гонсалвес                                                  | нема дијалога |
| Спикерка                      | Дебра Вилсон                                                          | Маријана Живановић |
| Кики Карлајл                  | Џејден Бартелс                                                        | Ирина Арсенијевић |
| Мали Линколн                  | Џастин Алан (С1Е11) непознато (С2Е16)                                 | Виктор Мајер |
| Мала Луна                     | Ава Торес                                                             | Ђурђина Радић |
| Бариста/Ем-си                 | Ентони Лебланк                                                        | Милан Тубић |
| ТВ глас                       | Мишел Вонг                                                            | Маријана Живановић |
| Глас                          | Ендру Моргадо                                                         | Милан Антонић |
| Тони Хок                      | Тони Хок                                                              | Милан Тубић |
| Колонијални војник            | Сем Сибилски                                                          | Лако Николић |
| Тејлор Веџ                    | Британи Бардвел                                                       | Снежана Нешковић |
| Рипов имитатор                | Стив Корона                                                           | Немања Вановић |
| Неустрашиви Пит               | Брајан Степанек (глас)                                                | Томаш Сарић |
| Борис                         | Џошуа Галуп                                                           | Марко Јакшић |
| Данте                         | Макс Малас                                                            | Стефан Филиповић |
| Хаику                         | Хана Алтмонт                                                          | Ивона Аливојводић |
| Г. Кокос                      | Џек Меквејд                                                           | Марко Ћурчић |
| Моли                          | Марли Меј                                                             | Јована Чуровић |
| Трент                         | МГ Барнс                                                              | Огњан Арсенијевић |
| Денунцио                      | Дарби Вин                                                             | Марко Јакшић |
| Дерек                         | Изаја Гереро                                                          | Стефан Филиповић |
| Фиби                          | Лајла Дејвис                                                          | Петра Семиз |
| Џош                           | Фин Филд Џаџ                                                          | Лазар Перишић |
| Мала Луен                     | Паркер Квин Вердан                                                    | Јана Пауновић |
| Боби Сантјаго                 | Дамјан Алонзо                                                         | Никола Тодоровић (говор) Mateya (певање) |
| Директорка Рамирез            | Сузи Кастиљо                                                          | Ања Орељ |
| Др Форест Харлоу              | Питер Дисет                                                           | Немања Вановић |
| Гђица Иверсон                 | Ларкин Бел                                                            | Ивана Тењовић |
| Стејси                        | Рајлан Грејс Хили                                                     | Мина Ивановић |
| Мејси                         | Тејтум Нили                                                           | Ивона Рамбосек |
| Крис Филд                     | Изоди Гајгер                                                          | Јована Чуровић |
| Вејнрајт                      | Џон Џејмс Кронин                                                      | Марко Јакшић |
| Ализеа                        | Џорџина Елизабет Окон                                                 | нема дијалога |
| Фред Торкелсон                | Џим Гарити                                                            | TBA |
| Гђа Торкелсон                 | непознато                                                             | TBA |
| Метју Торкелсон               | непознато                                                             | TBA |
| Тор Торкелсон                 | Ронан Карол                                                           | TBA |
| Амбер Спицпатрик              | Реган Марум                                                           | TBA |
| Чарли (плесачица)             | непознато                                                             | TBA |
| Ди-џеј                        | Џентел Хокинс (глас)                                                  | Ања Орељ |
| Др Милер                      | Џеф Прајд                                                             | непознати #1 |
| Поштар #2                     | Лу Бекер                                                              | Владан Слијепчевић |
| Баштован                      | Келси Леос Монтоја                                                    | Милан Тубић |
| Полицајка                     | Дани Брајан                                                           | нема дијалога |
| Бобијев бенд                  | Грег Вапник Еби Блустон Кејона Ли непознато                           | нема дијалога |
| Позорник Тревор Трајбер       | Томи Снајдер                                                          | Милош Ђуричић |
| Маркус                        | Зејн Мојер                                                            | Алекса Станиловић |
| Гђа Питман                    | Џоли Џенкинс (глас)                                                   | Милена Моравчевић |
| Скитер и Кипер                | Стивен Гоард (глас)                                                   | Лако Николић |
| Зија                          | Санџана Раџагопалан                                                   | Тиња Дамњановић |
| Амбер Д                       | Парис Нихол Маес                                                      | Марија Огњеновић |
| Амбер К                       | Марли Крамп                                                           | Дана Барбара |
| Кејти                         | Џулијен Фрик                                                          | Ирина Арсенијевић |
| Тифани                        | Надија Рејн Рајан                                                     | Јована Васић |
| Мала Лин                      | Њомеј Валентина Лара                                                  | Наташа Поповић |
| Девојка #1                    | Елизабет Хсу                                                          | Јана Пауновић |
| Мртвозорник                   | Нил Р. Хазард                                                         | Милош Дашић |
| Мали Клајд                    | Ливај Мајнат                                                          | Бошко Воларевић |
| Тами                          | Џејд Варгас                                                           | Анастасија Видаковић |
| Тани                          | непознато                                                             | |
| Тони                          | непознато                                                             | |
| Тифи                          | непознато                                                             | |
| Тори                          | непознато                                                             | |
| Ленина другарица #1           | непознато                                                             | Ивона Рамбосек |
| Ленина другарица #2           | непознато                                                             | Јана Пауновић |
| Лисина другарица #1           | Хана Кајгзијабихер                                                    | Ивона Рамбосек |
| Лисин друг #2                 | Бенет Гаријети                                                        | Лазар Перишић |
| Пират                         | Џонатан Н. Луц                                                        | Бранислав Јевтић |
| Бони                          | непознато                                                             | нема дијалога |
| Домар                         | непознато                                                             | нема дијалога |
| Тренер Кек                    | Каролин Кристофер                                                     | Милена Моравчевић |
| Брус                          | Илај Бикел                                                            | Алекса Станиловић |
| Брусов лакеј                  | непознато                                                             | Никола Миленковић |
| Жртва сокола                  | непознато                                                             | Алекса Станиловић |
| Травис                        | Стиви Бегз Млађи                                                      | Немања Вановић |
| Директорка #1                 | Џулијана Бросте                                                       | Јована Чуровић |
| Директор #2                   | Гас Купер                                                             | Милош Дашић |
| Тинејџер менаџер              | Итан Вудал                                                            | Алекса Станиловић |
| Сем Шарп                      | Анџелина Мелоди Борис                                                 | TBA |
| Филип                         | Стивен Фул                                                            | Бранислав Јевтић |
| Скоти Обућар                  | Мерик Хана                                                            | Никола Миленковић |
| Кирстан                       | Софи Нап                                                              | TBA |
| Колет                         | Кири Хартиг                                                           | TBA |
| Пјер                          | Кејси Сејнт Џон                                                       | TBA |
| Род                           | Хејден Гаријети                                                       | TBA |
| Конобарица #2                 | Анастасија Нујен                                                      | TBA |
| Фотограф                      | Адријен Меклејн                                                       | TBA |
| Човек у ресторану             | Џеј Дијего Гонсалвес                                                  | TBA |
| Ејми                          | непознато                                                             | TBA |
| Шенон                         | непознато                                                             | TBA |
| Руби                          | непознато                                                             | TBA |
| Тинејџерка                    | непознато                                                             | TBA |
| Мимку                         | непознато                                                             | |
| Хармоникаш                    | непознато                                                             | |
| Чед                           | Џексон Долингер                                                       | Mateya |
| Глас из игрице                | непознато                                                             | Бранислав Јевтић |
| Скотијева мама                | Елис Фаланга Тејлор                                                   | Ана Кораћ |
| Телефонски глас               | Мишел Вонг                                                            | Јована Цавнић |
| Г. Ким                        | Еди Шин                                                               | Лако Николић |
| Бренда                        | Али Сајкс                                                             | Владислава Спасић |
| Гобокс                        | Брендон Пол Илс (глас)                                                | Лако Николић (говор) Mateya (певање) |
| Дечак са Гобоксовим сендвичем | Киган Шакелфорд                                                       | Марко Јакшић |
| Бади Перкенс                  | Лери Мекреј                                                           | непознати #1 |
| Ерл Перлман                   | Карл Саверинг                                                         | нема дијалога |
| Осећајна жаба                 | Ентони Лебланк (глас)                                                 | непознато |
| Тина                          | Остин Бојс                                                            | Милена Моравчевић |
| Буч                           | Чарли Хоберт                                                          | TBA |
| Броди                         | Ајзеја Нихолас Пирс                                                   | TBA |
| Коди                          | Метју Рид                                                             | TBA |
| Ламп                          | Метју Д. Торкилсен                                                    | TBA |
| Девојчица                     | Оливја Базби                                                          | TBA |
| Жена                          | Џоли Џенкинс                                                          | TBA |
| Детектив #1                   | Ентони Лебланк                                                        | TBA |
| Детектив #2                   | Џесика Поли                                                           | TBA |
| Мушкарац                      | Кајлен Депортер                                                       | TBA |
| Осумњичени                    | Кунал Дудхекер                                                        | TBA |
| Патрик                        | Зак Зогорија                                                          | Никола Миленковић |
| Патриков сниматељ             | непознато (глас)                                                      | Марко Марковић |
| Прескот Ловатор               | Џон О'Харли                                                           | Бранислав Платиша |
| Алекса Џордан                 | Кара Ројстер                                                          | Ања Орељ |
| Енџи                          | Кајли Браун                                                           | Ивана Тењовић |
| Керол                         | непознато                                                             | нема дијалога |
| Јуџин                         | непознато                                                             | нема дијалога |
| Гари                          | непознато                                                             | |
| Грег                          | Габријел Бурафато                                                     | Милош Ђуричић |
| Евелин                        | Кира Спенсер Кук                                                      | Ана Кораћ |
| Младожења                     | Кортон Брандернбург                                                   | Лако Николић |
| Невеста                       | Тајра Колар                                                           | Ивана Тењовић |
| Обични Пит                    | Алгин "Ејс" Мендез                                                    | нема дијалога |
| Старија дама                  | Елен Карстен                                                          | Јована Чуровић |
| Бјуфорд                       | Ерик Алан Крамер                                                      | Александар Глигорић |
| Затворски Пит                 | Ијан А. Хадсон                                                        | Томаш Сарић |
| Смрт на Точковима             | непознато                                                             | Лако Николић нема дијалога |
| Власник продавнице            | Карл Саверинг                                                         | Бранислав Платиша |
| Пет                           | непознато                                                             | Милена Моравчевић |
| Ејнџел                        | непознато                                                             | Ивана Тењовић |
| Радница Динакорпа             | Морган Ејкен                                                          | Маријана Живановић |
| Чарли                         | Латрало Пресли                                                        | Лако Николић |
| Рецепционар                   | непознато                                                             | нема дијалога |
| Били Боб                      | Хари Пери III                                                         | нема дијалога |
| Хадсон Фрикли                 | Ентони Џу                                                             | Лазар Перишић |
| Микус                         | Александер ГТ Аујанг                                                  | Алекса Станиловић |
| Џеф                           | Р.В. Џоунз                                                            | Немања Живковић |
| Вес                           | непознато                                                             | нема дијалога |
| Малена Лин                    | Арија Џејд Кели                                                       | Наташа Поповић |
| Губитничко дугме              | непознато (глас)                                                      | Милош Ђуричић |
| Карен Фрикли                  | Џесика Поли                                                           | Валентина Павличић |
| Чип Винтерс                   | Брајан Шефер                                                          | Милош Ђуричић |
| Френклин Краватица            | Кевин Фарли                                                           | Милан Тубић |
| Елизабет                      | Катрин Шефер                                                          | Владислава Спасић |
| Ајрин                         | непознато                                                             | TBA |
| Војс-овер                     | /                                                                     | Марко Марковић (наслов серије) Милена Моравчевић (наслови епизода) Милан Тубић (инсерти) Томаш Сарић (инсерти, неке епизоде) Милан Антонић (инсерти, неке епизоде) Данко Ђорђевић (инсерти, С2Е14) |

## Епизоде

### 1. сезона
| Бр. у серији | Бр. у сезони | Оригинални наслов                                                 | Наслов                                      | Редитељ                    | Сценариста                   | Емитовање (САД)   | Емитовање (Србија) | Прод. код |
| ------------ | ------------ | ----------------------------------------------------------------- | ------------------------------------------- | -------------------------- | ---------------------------- | ----------------- | ------------------ | --------- |
| 1            | 1            | The Macho Man with the Plan                                       | Мачо мен са планом                          | Џонатан Џаџ                | Тим Хоберт                   | 3. новембар 2022  | 22. маја 2023      | 101       |
| 2            | 2            | The Chore Thing                                                   | '                                           | Мелиса Косар               | Тим Хоберт                   | 10. новембар 2022 |                    | 102       |
| 3            | 3            | Ro-Bro                                                            | Ро-бата                                     | Фил Љуис                   | Анџела Јарброу               | 1. децембра 2022  | 23. маја 2023      | 103       |
| 4            | 4            | The Blemish Dilemish                                              | Бубуљичица сметалица                        | Дејвид Кендал              | Мајкл Хоберт                 | 17. новембар 2022 | 24. маја 2023      | 104       |
| 5            | 5            | The Manager with the Planager                                     | Менаџер са планаџером                       | Фил Љуис                   | Дејвид Мекхју и Мат Фланаган | 12. јануара 2023  | 25. маја 2023      | 105       |
| 6            | 6            | The Banana Split Decision                                         | Одлука о банана сплиту                      | Дејвид Кендал              | Дејвид Мекхју и Мат Фланаган | 24. новембар 2022 | 26. маја 2023      | 106       |
| 7            | 7            | The Guy Who Makes You Fly                                         | Тип због кога летиш                         | Џонатан Џаџ                | Питер Лим                    | 5. јануара 2023   | 29. маја 2023      | 107       |
| 8            | 8            | I Wanna Hold Your Hand                                            | '                                           | Џонатан Џаџ и Мелиса Косар | Ејми Питман                  | 8. децембра 2022  |                    | 108       |
| 9            | 9            | The Princess and the Everlasting Emerald: A Royal Woods Fairytale | Принцеза и Вечни смарагд, бајка Ројал Вудса | Џонатан Џаџ                | Алан Јанага                  | 2. фебруар 2023   | 30. маја 2023      | 109       |
| 9            | 10           | The Princess and the Everlasting Emerald: A Royal Woods Fairytale | Принцеза и Вечни смарагд, бајка Ројал Вудса | Џонатан Џаџ                | Алан Јанага и Тим Хоберт     | 9. фебруар 2023   | 31. маја 2023      | 110       |
| 10           | 11           | Heart and Soul                                                    | '                                           | Џонатан Џаџ                | Тим Хоберт                   | 19. јануар 2023   | 1. јуна 2023       | 111       |
| 11           | 12           | No Louds Allowed                                                  | '                                           | Џонатан Џаџ                | Мајкл Хоберт                 | 26. јануар 2023   | 2. јуна 2023       | 112       |
| 12           | 13           | Home Is Where the Hero Is                                         | '                                           | Карлос Гонсалес            | Дејвид Мекхју и Мат Фланаган | 15. јуна 2023     |                    | 113       |
| 13           | 14           | Sweet Dreams Are Made of Cheese                                   | '                                           | Карлос Гонсалес            | Анџела Јарброу               | 22. јуна 2023     |                    | 114       |
| 14           | 15           | Spelling and Doorbelling                                          | '                                           | Џонатан Џаџ                | Питер Лим                    | 15. јуна 2023     |                    | 115       |
| 15           | 16           | All Is Fair in Love and Sleepovers                                | '                                           | Џонатан Џаџ                | Дејвид С. Росентал           | 22. јуна 2023     |                    | 116       |
| 16           | 17           | Better Together                                                   | '                                           | Дањела Ајсман              | Аудри Хоберт                 | 8. јуна 2023      |                    | 117       |
| 17           | 18           | Some Buddy to Love                                                | '                                           | Дањела Ајсман              | Џон Дејл                     | 29. јуна 2023     |                    | 118       |
| 18           | 19           | What's a Mother to Redo                                           | '                                           | Џонатан Џаџ                | Алан Јанага                  | 1. јуна 2023      |                    | 119       |
| 19           | 20           | Little-ol-lady-whoooo Has Talent                                  | '                                           | Џонатан Џаџ                | Тим Хоберт и Алан Јанага     | 29. јуна 2023     |                    | 120       |

### 2. сезона
| Бр. у серији | Бр. у сезони | Оригинални наслов                                       | Наслов | Редитељ         | Сценариста                   | Емитовање (САД)    | Емитовање (Србија) | Прод. код |
| ------------ | ------------ | ------------------------------------------------------- | ------ | --------------- | ---------------------------- | ------------------ | ------------------ | --------- |
| 20           | 1            | A Musical to Remember                                   | '      | Џонатан Џаџ     | Дејвид Мекхју и Мат Фланаган | 19. фебруар 2024   |                    | 201       |
| 20           | 2            | A Musical to Remember                                   | '      | Џонатан Џаџ     | Дејвид Мекхју и Мат Фланаган | 19. фебруар 2024   |                    | 202       |
| 21           | 3            | Nice Guys Finish First                                  | '      | Џонатан Џаџ     | Алан Јанага                  | 3. јуна 2024       |                    | 203       |
| 22           | 4            | Get Out of Dodgeball                                    | '      | Карлос Гонсалес | Анџела Јарброу               | 5. јуна 2024       |                    | 204       |
| 23           | 5            | Last Friend Standing                                    | '      | Карлос Гонсалес | Мајкл Хоберт                 | 13. март 2024      |                    | 205       |
| 24           | 6            | Louder by the Dozen                                     | '      | Дањела Ајсман   | Питер Лим                    | 20. март 2024      |                    | 206       |
| 25           | 7            | Louds in Love                                           | '      | Дањела Ајсман   | Тим Хоберт                   | 10. јуна 2024      |                    | 207       |
| 26           | 8            | The Other Man with Way Better Plans                     | '      | Џонатан Џаџ     | Џон Дејл                     | 11. јуна 2024      |                    | 208       |
| 27           | 9            | The Tennessee Surprise: Love Is in the Air              | '      | Џонатан Џаџ     | Аудри Хоберт                 | 6. март 2024       |                    | 209       |
| 28           | 10           | Loud Family Court: The Flames of Justice                | '      | Џонатан Џаџ     | Ејми Питман                  | 4. јуна 2024       |                    | 210       |
| 29           | 11           | McLouds vs Machine                                      | '      | Карлос Гонсалес | Мајкл Хоберт                 | 12. јуна 2024      |                    | 211       |
| 30           | 12           | Little Sisters' Big Adventure                           | '      | Џонатан Џаџ     | Питер Лим                    | 18. јуна 2024      |                    | 212       |
| 31           | 13           | Loud Blues                                              | '      | Карлос Гонсалес | Анџела Јарброу               | 17. јуна 2024      |                    | 213       |
| 32           | 14           | The Boyfriend Stays in the Picture                      | '      | Џонатан Џаџ     | Тим Хоберт                   | 19. јуна 2024      |                    | 214       |
| 33           | 15           | The Man with the Backup Plan                            | '      | Дањела Ајсман   | Алан Јанага                  | 18. септембра 2024 |                    | 215       |
| 34           | 16           | The Odyssey                                             | '      | Дањела Ајсман   | Тим Хоберт Алан Јанага       | 25. септембра 2024 |                    | 216       |
| 35           | 17           | A Tale of Three Parties                                 | '      | Џонатан Џаџ     | Тим Хоберт Мајкл Хоберт      | 2. октобар 2024    |                    | 217       |
| 36           | 18           | Game Night                                              | '      | Џонатан Џаџ     | Тајлер Мар Дерек Иса         | 9. октобар 2024    |                    | 218       |
| 37           | 19           | Epic Tales of Epic Fales: The Madman with the Plan      | '      | Џулијан Петријо | Дејвид Мекхју и Мат Фланаган | 16. октобар 2024   |                    | 219       |
| 38           | 20           | A Really Loud Thanksgiving: The Gobble Squabble Debacle | '      | Џулијан Петријо | Дејвид С. Росентал           | 26. новембар 2024  |                    | 220       |

## Емитовање у Србији
У Србији серија је премијерно емитована 22. маја 2023. године на каналу Никелодион синхронизована на српски језик. Уводна шпица и песме су такође синхронизоване. Синхронизацију је радио студио Голд диги нет.